# Schach-Mannschaftsweltmeisterschaft/Austragungen
Der vorliegende Artikel informiert über die Ergebnisse und weitere Details zu den Schach-Mannschaftsweltmeisterschaften.

## WM 1985
Die 1. Mannschafts-WM wurde 1985 in Luzern ausgetragen. Im Gegensatz zu späteren Turnieren wurde jeder Wettkampf an 6 Brettern gespielt.

### Teilnehmer
- Sowjetunion, China und Argentinien als Sieger der jeweiligen Kontinentalmeisterschaften
- England, Ungarn, Rumänien, Deutschland und Frankreich nach der Platzierung bei der vorherigen Schacholympiade
- die Schweiz als Gastgeber
- Afrika (Kontinentalauswahl mit Spielern aus Ägypten, Tunesien, Marokko, Algerien, Angola und Nigeria)

Die Mannschaft der USA verzichtete und wurde durch Frankreich als Nachrücker ersetzt.

### Ergebnis
| Rg | Mannschaft          | 1  | 2  | 3  | 4  | 5  | 6  | 7  | 8  | 9  | 10 | MP | BP  |
| -- | ------------------- | -- | -- | -- | -- | -- | -- | -- | -- | -- | -- | -- | --- |
| 1  | Sowjetunion         | ●  | 2½ | 4  | 4½ | 3½ | 4  | 5  | 4½ | 3½ | 6  | 16 | 37½ |
| 2  | Ungarn              | 3½ | ●  | 3½ | 4½ | 4½ | 3½ | 2½ | 3½ | 4  | 5  | 16 | 34½ |
| 3  | England             | 2  | 2½ | ●  | 4  | 2½ | 2  | 4  | 3½ | 4  | 6  | 10 | 30½ |
| 4  | Frankreich          | 1½ | 1½ | 2  | ●  | 3  | 4½ | 3½ | 4  | 3½ | 5  | 11 | 28½ |
| 5  | Rumänien            | 2½ | 1½ | 3½ | 3  | ●  | 2½ | 3½ | 3  | 4  | 5  | 10 | 28½ |
| 6  | Schweiz             | 2  | 2½ | 4  | 1½ | 3½ | ●  | 2½ | 3½ | 3  | 5  | 09 | 27½ |
| 7  | Volksrepublik China | 1  | 3½ | 2  | 2½ | 2½ | 3½ | ●  | 3½ | 3  | 5½ | 09 | 27  |
| 8  | Argentinien         | 1½ | 2½ | 2½ | 2  | 3  | 2½ | 2½ | ●  | 4  | 5  | 05 | 25½ |
| 9  | BR Deutschland      | 2½ | 2  | 2  | 2½ | 2  | 3  | 3  | 2  | ●  | 4½ | 04 | 23½ |
| 10 | Afrika-Auswahl      | 0  | 1  | 0  | 1  | 1  | 1  | ½  | 1  | 1½ | ●  | 0  | 07  |

### Siegermannschaft
Für die Sowjetunion spielten Anatoli Karpow, Artur Jussupow, Rafael Vaganian, Andreï Sokolov, Alexander Beliavsky, Wassili Smyslow, Alexander Csernyin und Lew Polugajewski.

### Besonderheiten
- Die Mannschafts-WM war die erste Bewährungsprobe für Karpow nach seinem Verlust des Weltmeistertitels an Garri Kasparow. Er erzielte 5 aus 7 Punkten.
- Die Sowjetunion unterlag Ungarn mit 2,5:3,5. Ungarn verlor mit dem gleichen Ergebnis gegen China.
- Herausragender Einzelspieler war Viktor Kortschnoi mit 7,5 Punkten aus 9 Partien am Spitzenbrett der Schweiz.

### Deutsche Mannschaft
Die deutsche Mannschaft enttäuschte schwer und kam nur gegen die Afrika-Auswahl zu einem Sieg. Großmeister Hans-Joachim Hecht war jedoch bester Spieler des Turniers am 5. Brett.
Weitere Spieler der deutschen Nationalmannschaft waren Eric Lobron, Helmut Pfleger, Stefan Kindermann, Ralf Lau, Klaus Bischoff und Gerald Hertneck.

## WM 1989
Die 2. Mannschafts-WM wurde 1989 in Luzern ausgetragen. Zu einer Mannschaft gehörten nur noch je vier Spieler und maximal zwei Ersatzspieler.

### Teilnehmer
- China und Kuba als Sieger der jeweiligen Kontinentalmeisterschaften – Da zwischenzeitlich zwei Asien-Meisterschaften stattgefunden hatten, wurde ein Play-Off der beiden Sieger erforderlich, welches China gegen die Philippinen gewann.
- Sowjetunion, England, Niederlande, USA, Ungarn und Jugoslawien nach der Platzierung bei der vorherigen Schacholympiade
- die Schweiz als Gastgeber
- Afrika (Kontinentalauswahl mit Spielern aus Ägypten, Tunesien, Marokko, Algerien und Angola)

### Ergebnis
| Rg | Mannschaft          | 1  | 2  | 3  | 4  | 5  | 6  | 7  | 8  | 9  | 10 | MP | BP  |
| -- | ------------------- | -- | -- | -- | -- | -- | -- | -- | -- | -- | -- | -- | --- |
| 1  | Sowjetunion         | ●  | 3½ | 3  | 2  | 3  | 2½ | 3  | 3½ | 3½ | 3½ | 17 | 27½ |
| 2  | Jugoslawien         | ½  | ●  | 2  | 2½ | 3  | 2½ | 2  | 3½ | 3  | 3½ | 14 | 22½ |
| 3  | England             | 1  | 2  | ●  | 2  | 3½ | 3  | 3  | 2  | 2½ | 2½ | 11 | 21½ |
| 4  | Ungarn              | 2  | 1½ | 2  | ●  | 1½ | 1½ | 2  | 3  | 2  | 3  | 08 | 18½ |
| 5  | USA                 | 1  | 1  | ½  | 2½ | ●  | 1½ | 2½ | 2½ | 3  | 2½ | 10 | 17  |
| 6  | Schweiz             | 1½ | 1½ | 1  | 2½ | 2½ | ●  | 2  | 2  | 1½ | 2½ | 08 | 17  |
| 7  | Kuba                | 1  | 2  | 1  | 2  | 1½ | 2  | ●  | 2  | 2  | 3  | 07 | 16½ |
| 8  | Volksrepublik China | ½  | ½  | 2  | 1  | 1½ | 2  | 2  | ●  | 3½ | 2½ | 07 | 15½ |
| 9  | Niederlande         | ½  | 1  | 1½ | 2  | 1  | 2½ | 2  | ½  | ●  | 1½ | 04 | 12½ |
| 10 | Afrika-Auswahl      | ½  | ½  | 1½ | 1  | 1½ | 1½ | 1  | 1½ | 2½ | ●  | 02 | 11½ |

### Siegermannschaft
Für die Sowjetunion spielten Anatoli Karpow, Alexander Beliavsky, Jaan Ehlvest, Rafael Waganjan, Wassyl Iwantschuk und Michail Gurewitsch.

### Besonderheiten
- Die Sowjetunion gab nur gegen Ungarn ein Unentschieden ab.
- Herausragender Einzelspieler war Iwantschuk mit 6,5 Punkten aus 7 Partien.

## WM 1993
Die 3. Mannschafts-WM wurde 1993 in Luzern ausgetragen.

### Teilnehmer
- China und Kuba als Sieger der jeweiligen Kontinentalmeisterschaften
- Russland, Usbekistan, Armenien, die USA, Lettland und Island nach der Platzierung bei der vorherigen Schacholympiade
- die Schweiz als Gastgeber

Afrika-Meister Ägypten und Vizemeister Algerien verzichteten. Dadurch rückte Island ins Teilnehmerfeld auf.

### Ergebnis
| Rg | Mannschaft          | 1  | 2  | 3  | 4  | 5  | 6  | 7  | 8  | 9  | 10 | MP | BP  |
| -- | ------------------- | -- | -- | -- | -- | -- | -- | -- | -- | -- | -- | -- | --- |
| 1  | USA                 | ●  | 2  | 2  | 2½ | 2  | 2  | 2½ | 3½ | 3½ | 2½ | 14 | 22½ |
| 2  | Ukraine             | 2  | ●  | 1½ | 1½ | 2½ | 3  | 3  | 2  | 2½ | 3  | 12 | 21  |
| 3  | Russland            | 2  | 2½ | ●  | 1½ | 1½ | 2  | 2½ | 2½ | 3  | 3  | 12 | 20½ |
| 4  | Armenien            | 1½ | 2½ | 2½ | ●  | 2½ | 1½ | 1½ | 3  | 2  | 2  | 10 | 19  |
| 5  | Island              | 2  | 1½ | 2½ | 1½ | ●  | 1½ | 2½ | 1½ | 2½ | 3  | 09 | 18½ |
| 6  | Lettland            | 2  | 1  | 2  | 2½ | 2½ | ●  | 2  | 1  | 2  | 3  | 10 | 18  |
| 7  | Volksrepublik China | 1½ | 1  | 1½ | 2½ | 1½ | 2  | ●  | 3  | 2½ | 2½ | 09 | 18  |
| 8  | Usbekistan          | ½  | 2  | 1½ | 1  | 2½ | 3  | 1  | ●  | 2  | 2½ | 08 | 16  |
| 9  | Schweiz             | ½  | 1½ | 1  | 2  | 1½ | 2  | 1½ | 2  | ●  | 1½ | 03 | 13½ |
| 10 | Kuba                | 1½ | 1  | 1  | 2  | 1  | 1  | 1½ | 1½ | 2½ | ●  | 03 | 13  |

### Siegermannschaft
Für die USA spielten Gata Kamsky, Alex Yermolinsky, Boris Gulko,
Gregory Kaidanov, Joel Benjamin und Larry Christiansen.

### Besonderheiten
- Das Team der USA blieb ungeschlagen bei vier Unentschieden.
- In der Siegermannschaft standen vier Spieler, die in der früheren Sowjetunion geboren wurden.
- In einem ausgeglichenen Feld mussten alle übrigen Mannschaften mindestens zwei Niederlagen hinnehmen.
- Wassyl Iwantschuk holte am Spitzenbrett 6 Punkte aus 8 Partien. Die prozentual beste Ausbeute hatten die „Reservisten“ Joel Benjamin und Alexei Drejew mit je 5 Punkten aus 6 Partien.

## WM 1997
Die 4. Mannschafts-WM wurde 1997 in Luzern ausgetragen.

### Teilnehmer
- England, Kasachstan und Kuba als Sieger der jeweiligen Kontinentalmeisterschaften – Da zwischenzeitlich zwei Asien-Meisterschaften stattgefunden hatten, wurde ein Play-Off der beiden Sieger erforderlich, welches Kasachstan gegen die Philippinen gewann.
- Russland, die Ukraine, die USA und Armenien nach der Platzierung bei der vorherigen Schacholympiade
- die Schweiz als Gastgeber
- Georgien als Sieger der Schacholympiade der Damen
- Kroatien (eingeladen)

Afrika-Meister Ägypten verzichtete. Dadurch rückte Armenien ins Teilnehmerfeld auf.

### Ergebnis
| Rg | Mannschaft       | 1 | 2  | 3  | 4  | 5  | 6  | 7  | 8  | 9  | 10 | MP | BP  |
| -- | ---------------- | - | -- | -- | -- | -- | -- | -- | -- | -- | -- | -- | --- |
| 1  | Russland         | ● | 2  | 2  | 2  | 3  | 3  | 2  | 2  | 3½ | 4  | 13 | 23½ |
| 2  | USA              | 2 | ●  | 2  | 2½ | 2½ | 2  | 3  | 3  | 2½ | 3½ | 15 | 23  |
| 3  | Armenien         | 2 | 2  | ●  | 2½ | 2½ | 2  | 2½ | 2  | 2½ | 3  | 14 | 21  |
| 4  | England          | 2 | 1½ | 1½ | ●  | 2  | 3  | 2½ | 2½ | 3  | 2½ | 12 | 20½ |
| 5  | Ukraine          | 1 | 1½ | 1½ | 2  | ●  | 1½ | 2  | 3  | 2  | 3½ | 07 | 18  |
| 6  | Kroatien         | 1 | 2  | 2  | 1  | 2½ | ●  | 2½ | 2  | 3  | 1½ | 09 | 17½ |
| 7  | Schweiz          | 2 | 1  | 1½ | 1½ | 2  | 1½ | ●  | 2½ | 2  | 3  | 07 | 17  |
| 8  | Kasachstan       | 2 | 1  | 2  | 1½ | 1  | 2  | 1½ | ●  | 2½ | 1½ | 05 | 15  |
| 9  | Kuba             | ½ | 1½ | 1½ | 1  | 2  | 1  | 2  | 1½ | ●  | 3  | 04 | 14  |
| 10 | Georgien (Damen) | 0 | ½  | 1  | 1½ | ½  | 2½ | 1  | 2½ | 1  | ●  | 04 | 10½ |

### Siegermannschaft
Für Russland spielten Jewgeni Barejew, Peter Swidler, Alexander Khalifman,  Sergej Rublewski, Alexei Drejew und Wadim Swjaginzew.

### Besonderheiten
- Die drei Medaillengewinner blieben ungeschlagen.
- Die erstmals teilnehmende Damen-Mannschaft aus Georgien belegte zwar nur den letzten Platz, feierte aber Siege gegen Kroatien und Kasachstan. Nach 5,5 Punkten in den ersten 3 Runden gelangen ihr in den verbleibenden 6 Runden nur noch 5 Zähler.
- Titelverteidiger USA führte bis zur letzten Runde und wurde erst dann von den Russen überholt, als diese die Georgierinnen mit 4:0 besiegten, während die USA gegen Kasachstan nur 3:1 gewannen.
- Iwantschuk erreichte mit 6 aus 8 am Spitzenbrett erneut ein herausragendes Resultat. Bester Einzelspieler war der US-Amerikaner Kaidanov (als Reserve-Spieler) mit 5 Punkten aus 6 Partien.

## WM 2001
Die 5. Mannschafts-WM wurde 2001 in Jerewan ausgetragen.

### Teilnehmer
- Ungarn, Kuba und Usbekistan als Sieger der jeweiligen Kontinentalmeisterschaften, wobei Ungarn den bereits als Gastgeber qualifizierten Europameister Armenien ersetzte.
- Russland, Deutschland und die Ukraine nach der Platzierung bei der vorherigen Schacholympiade
- Armenien als Gastgeber
- Iran und Mazedonien (eingeladen)

Die Auswahl Afrikas verzichtete auf die Teilnahme, so dass nur neun Mannschaften am Start waren.

### Ergebnis
| Rg | Mannschaft  | 1  | 2  | 3  | 4  | 5  | 6  | 7  | 8  | 9  | MP | BP  |
| -- | ----------- | -- | -- | -- | -- | -- | -- | -- | -- | -- | -- | --- |
| 1  | Ukraine     | ●  | 2½ | 2½ | 2  | 2½ | 3½ | 3  | 2  | 3½ | 14 | 21½ |
| 2  | Russland    | 1½ | ●  | 1  | 3½ | 3  | 2  | 3  | 3½ | 3½ | 11 | 21  |
| 3  | Armenien    | 1½ | 3  | ●  | 1  | 1½ | 2  | 3  | 4  | 4  | 09 | 20  |
| 4  | Deutschland | 2  | ½  | 3  | ●  | 2  | 2½ | 2  | 3½ | 3  | 11 | 18½ |
| 5  | Ungarn      | 1½ | 1  | 2½ | 2  | ●  | 2  | 1½ | 2½ | 3½ | 08 | 16½ |
| 6  | Usbekistan  | ½  | 2  | 2  | 1½ | 2  | ●  | 2½ | 1½ | 3½ | 07 | 15½ |
| 7  | Kuba        | 1  | 1  | 1  | 2  | 2½ | 1½ | ●  | 3  | 2½ | 07 | 14½ |
| 8  | Mazedonien  | 2  | ½  | 0  | ½  | 1½ | 2½ | 1  | ●  | 1½ | 03 | 09½ |
| 9  | Iran        | ½  | ½  | 0  | 1  | ½  | ½  | 1½ | 2½ | ●  | 02 | 07  |

### Siegermannschaft
Für die Ukraine spielten Wassyl Iwantschuk, Ruslan Ponomarjow, Wolodymyr Baklan, Wjatscheslaw Ejnhorn, Oleg Romanischin und Wadym Malachatko.

### Besonderheiten
- Die Ukraine blieb ungeschlagen. Die Verfolger gaben mehrere Niederlagen ab, verzeichneten aber gegen die schwächeren Teams höhere Siege.
- Die beiden ohne sportliche Qualifikation eingeladenen Mannschaften erwiesen sich als nicht konkurrenzfähig.
- Herausragende Einzelspieler waren Ponomarjow mit 5,5 Punkten aus 7 Partien am 2. Brett und Rublewski mit 4,5 Punkten aus 5 Partien.
- Die Entscheidung über den WM-Titel fiel in der Schlussrunde durch den Sieg der Ukraine gegen den bis dahin führenden Titelverteidiger. Dabei gewann Ponomarjow gegen Drejew, die übrigen Partien endeten remis. Armenien hätte mit einem hohen Sieg gegen Ungarn noch an beiden Teams vorbeiziehen können, unterlag jedoch.

### Deutsche Mannschaft
Für die deutsche Nationalmannschaft spielten Artur Jussupow, Christopher Lutz, Alexander Graf und Thomas Luther. Alexander Graf hatte unter seinem früheren Namen Nenashev bereits 1993 für Usbekistan an der WM teilgenommen.

## WM 2005
Die 6. Mannschafts-WM wurde 2005 in Be’er Scheva ausgetragen.

### Teilnehmer
- Georgien, China und Kuba als Sieger der jeweiligen Kontinentalmeisterschaften – Georgien qualifizierte sich als Dritter der Europameisterschaft, da Russland und Israel bereits anderweitig startberechtigt waren.
- die Ukraine, Russland, Armenien und die USA nach der Platzierung bei der vorherigen Schacholympiade
- Israel als Gastgeber
- China als Sieger der Schacholympiade der Damen

Afrika-Meister Ägypten verzichtete. Auch die Niederlande als Nachrücker traten nicht an, so dass erneut nur 9 Mannschaften am Start waren.

### Ergebnis
| Rg | Mannschaft                  | 1  | 2  | 3  | 4  | 5  | 6  | 7  | 8  | 9  | MP | BP  |
| -- | --------------------------- | -- | -- | -- | -- | -- | -- | -- | -- | -- | -- | --- |
| 1  | Russland                    | ●  | 3½ | 2½ | 2½ | 2½ | 2½ | 2½ | 3  | 3  | 16 | 22  |
| 2  | Volksrepublik China         | ½  | ●  | 1½ | 2½ | 3½ | 2½ | 3½ | 3½ | 4  | 12 | 21½ |
| 3  | Armenien                    | 1½ | 2½ | ●  | 2½ | 2  | 2  | 3  | 2  | 3  | 11 | 18½ |
| 4  | Ukraine                     | 1½ | 1½ | 1½ | ●  | 2½ | 2½ | 2½ | 2  | 3½ | 09 | 17½ |
| 5  | USA                         | 1½ | ½  | 2  | 1½ | ●  | 2½ | 2½ | 2  | 4  | 08 | 16½ |
| 6  | Israel                      | 1½ | 1½ | 2  | 1½ | 1½ | ●  | 1½ | 2½ | 2½ | 05 | 14½ |
| 7  | Georgien                    | 1½ | ½  | 1  | 1½ | 1½ | 2½ | ●  | 3  | 2  | 05 | 13½ |
| 8  | Kuba                        | 1  | ½  | 2  | 2  | 2  | 1½ | 1  | ●  | 3  | 05 | 13  |
| 9  | Volksrepublik China (Damen) | 1  | 0  | 1  | ½  | 0  | 1½ | 2  | 1  | ●  | 01 | 07  |

### Siegermannschaft
Für Russland spielten Peter Swidler, Alexei Drejew, Alexander Grischtschuk, Alexander Morosewitsch, Jewgeni Barejew und Sergej Rublewski.

### Besonderheiten
- Russland gewann alle 8 Mannschaftskämpfe. Dennoch entwickelte sich ein dramatisches Finale der Weltmeisterschaft.
- Nach 7 Runden hatte China einen sehr deutlichen Vorsprung von 4 Zählern auf Russland. In der 8. Runde kassierten die Chinesen mit 1,5:2,5 gegen Armenien ihre erste Niederlage. Dennoch blieb ihr Vorsprung mit 2,5 Zählern beruhigend, da ihr Damenteam beim 1:3 gegen Russland immerhin einen Brettpunkt holte. In der letzten Runde trafen die beiden Spitzenmannschaften aufeinander und China hätte sich eine 1:3-Niederlage leisten können. Doch Russland siegte mit 3,5:0,5 und schaffte noch sensationell den Titelgewinn.
- Beste Einzelspieler waren die Russen Barejew (5,5 aus 6) und Morosewitsch (5,5 aus 7).

## WM 2010
Die 7. Mannschafts-WM wurde im Januar 2010 in Bursa in der Türkei ausgetragen. Offiziell wird sie als 2009 World Team Championship geführt, da turnusmäßig eine Austragung bereits im Jahre 2009 fällig gewesen wäre.

### Teilnehmer
- Russland als Europameister von 2007
- Aserbaidschan als Europameister von 2009 auf Einladung des FIDE-Präsidenten
- Brasilien und Ägypten als Sieger der jeweiligen kontinentalen Meisterschaften
- Indien als Sieger der unmittelbar zuvor beendeten Asien-Meisterschaft und Vertreter des Asien-Meisters von 2008 China
- Armenien, Israel und die USA als Medaillengewinner der Schacholympiade 2008 in Dresden
- die Türkei als Gastgeber
- Griechenland auf Einladung des FIDE-Präsidenten

### Ergebnis
| Rg | Mannschaft    | 1  | 2  | 3  | 4  | 5  | 6  | 7  | 8  | 9  | 10 | MP | BP  |
| -- | ------------- | -- | -- | -- | -- | -- | -- | -- | -- | -- | -- | -- | --- |
| 1  | Russland      | ●  | 3  | 2½ | 2½ | 2  | 1½ | 3  | 2½ | 3½ | 3½ | 15 | 24  |
| 2  | USA           | 1  | ●  | 3  | 2  | 1½ | 2½ | 2½ | 3  | 3  | 3  | 13 | 21½ |
| 3  | Indien        | 1½ | 1  | ●  | 2½ | 2  | 2½ | 2½ | 3½ | 2½ | 3  | 13 | 21  |
| 4  | Aserbaidschan | 1½ | 2  | 1½ | ●  | 2½ | 3  | 2  | 3½ | 3  | 3  | 12 | 22  |
| 5  | Armenien      | 2  | 2½ | 2  | 1½ | ●  | 1  | 2½ | 2½ | 3  | 3½ | 12 | 20½ |
| 6  | Griechenland  | 2½ | 1½ | 1½ | 1  | 3  | ●  | 1½ | 3  | 1½ | 2½ | 08 | 18  |
| 7  | Israel        | 1  | 1½ | 1½ | 2  | 1½ | 2½ | ●  | 2½ | 3  | 1½ | 07 | 17  |
| 8  | Brasilien     | 1½ | 1  | ½  | ½  | 1½ | 1  | 1½ | ●  | 2½ | 2½ | 04 | 12½ |
| 9  | Ägypten       | ½  | 1  | 1½ | 1  | 1  | 2½ | 1  | 1½ | ●  | 2  | 03 | 12  |
| 10 | Türkei        | ½  | 1  | 1  | 1  | ½  | 1½ | 2½ | 1½ | 2  | ●  | 03 | 11½ |

### Siegermannschaft
Für Russland spielten Alexander Grischtschuk,  Dmitri Jakowenko, Alexander Morosewitsch,  Jewgeni Tomaschewski, Wladimir Malachow und Nikita Witjugow.

### Besonderheiten
- Im Gegensatz zu den bisher ausgetragenen Weltmeisterschaften diente als primäres Wertungskriterium die Zahl der Mannschaftspunkte, bei deren Gleichheit die Anzahl der Brettpunkte.
- Überragender Einzelspieler war Şəhriyar Məmmədyarov aus Aserbaidschan mit 8 Punkten aus 9 Partien. Nikita Witjugow holte 5,5 Punkte aus 6 Partien.
- Zur Mitte des Turniers setzten sich die USA und Russland vom übrigen Feld ab. Die Vorentscheidung fiel dann in den Spielen gegen Armenien. Hier erreichten die Russen ein 2:2, während die USA unterlagen.
- Für die größten Überraschungen des Wettkampfes sorgten die Spieler aus Griechenland mit Siegen gegen Russland und Armenien.
- Keine Mannschaft blieb ungeschlagen, keine sieglos.

## WM 2011
Die 8. Mannschafts-WM fand vom 17. bis 26. Juli 2011 in Ningbo statt.

### Teilnehmer
- Russland als Titelverteidiger
- die Ukraine, Israel und Ungarn als beste Mannschaften der Schacholympiade 2010. Der Drittplatzierte Russland war hier als Titelverteidiger qualifiziert.
- China als Gastgeber
- Aserbaidschan als Europameister
- Armenien auf Einladung des FIDE-Präsidenten als jeweils beste verbleibende Mannschaft der Olympiade und der Europameisterschaft
- Indien als Asien-Meister von 2009
- die USA und Ägypten als von der FIDE nominierte Kontinentalvertreter

### Ergebnis
| Rg | Mannschaft          | 1  | 2  | 3  | 4  | 5  | 6  | 7  | 8  | 9  | 10 | MP | BP  |
| -- | ------------------- | -- | -- | -- | -- | -- | -- | -- | -- | -- | -- | -- | --- |
| 1  | Armenien            | ●  | 2½ | 2  | 2  | 2½ | 2  | 2  | 2½ | 3½ | 3½ | 14 | 22½ |
| 2  | Volksrepublik China | 1½ | ●  | 2½ | 2½ | 2½ | 3½ | 2  | 3  | 1½ | 3½ | 13 | 22½ |
| 3  | Ukraine             | 2  | 1½ | ●  | 2  | 1½ | 2½ | 2½ | 2½ | 2½ | 2½ | 12 | 19½ |
| 4  | Russland            | 2  | 1½ | 2  | ●  | 3  | 3  | 1  | 1½ | 4  | 3  | 10 | 21  |
| 5  | Ungarn              | 1½ | 1½ | 2½ | 1  | ●  | 2  | 2½ | 2  | 3½ | 3  | 10 | 19½ |
| 6  | USA                 | 2  | ½  | 1½ | 1  | 2  | ●  | 2½ | 3  | 2½ | 3½ | 10 | 18½ |
| 7  | Aserbaidschan       | 2  | 2  | 1½ | 3  | 1½ | 1½ | ●  | 3  | 2  | 2½ | 09 | 19  |
| 8  | Indien              | 1½ | 1  | 1½ | 2½ | 2  | 1  | 1  | ●  | 2½ | 2½ | 07 | 15½ |
| 9  | Israel              | ½  | 2½ | 1½ | 0  | ½  | 1½ | 2  | 1½ | ●  | 3  | 05 | 13  |
| 10 | Ägypten             | ½  | ½  | 1½ | 1  | 1  | ½  | 1½ | 1½ | 1  | ●  | 0  | 09  |

### Siegermannschaft
Für Armenien spielten Lewon Aronjan (5/8), Sergej Movsesjan (6/9), Wladimir Hakobjan (6/9), Gabriel Sarkissjan (4,5/9) und Robert Howhannisjan (1/1).

### Besonderheiten
- Armenien blieb als einzige Mannschaft ungeschlagen und setzte sich in der Mitte des Turniers von den Verfolgern ab. Mit zwei Unentschieden in den letzten Runden wurde der erstmalige WM-Titel gesichert.
- Herausragende Einzelspieler waren der Chinese Wang Yue (7 Punkte aus 9 Partien) und der Ukrainer Oleksandr Mojissejenko (6 Punkte aus 8 Partien).
- Wladimir Hakobjan und der Ukrainer Wassyl Iwantschuk bestritten ihre sechste Mannschafts-WM, womit sie zum bisherigen Rekordhalter Rafael Vaganian aufschlossen.
- Die weit hinten platzierten Teams aus Indien und Israel mussten wegen der WM-Vorbereitung auf Weltmeister Viswanathan Anand bzw. dessen Herausforderer Boris Gelfand verzichten.

## WM 2013
Die 9. Mannschafts-WM fand vom 26. November bis 5. Dezember 2013 in Antalya statt.

### Teilnehmer
- Armenien als Titelverteidiger
- Russland, die Ukraine und die Niederlande als beste nicht anderweitig qualifizierte Mannschaften der Schacholympiade 2012.
- Deutschland als Europameister von 2011; Die unmittelbar zuvor ausgetragene Europameisterschaft 2013 blieb unberücksichtigt.
- die USA als Amerika-Meister von 2013
- China als Asien-Meister von 2012
- Ägypten als Sieger der  Panafrikanischen Spiele 2011
- die Türkei als Gastgeber
- Aserbaidschan auf Einladung des FIDE-Präsidenten. Die Mannschaft wurde unmittelbar zuvor Europameister.

### Ergebnis
| Rg | Mannschaft          | 1  | 2  | 3  | 4  | 5  | 6  | 7  | 8  | 9  | 10 | MP | BP  |
| -- | ------------------- | -- | -- | -- | -- | -- | -- | -- | -- | -- | -- | -- | --- |
| 1  | Russland            | ●  | 2½ | 2½ | 1  | 2  | 3½ | 3½ | 2½ | 3  | 2½ | 15 | 23  |
| 2  | Volksrepublik China | 1½ | ●  | 1½ | 2½ | 2½ | 2½ | 2½ | 3  | 3  | 3  | 14 | 22  |
| 3  | Ukraine             | 1½ | 2½ | ●  | 2½ | 2½ | 1½ | 3  | 2½ | 2½ | 2½ | 14 | 21  |
| 4  | USA                 | 3  | 1½ | 1½ | ●  | 1½ | 2  | 3  | 2½ | 2  | 3½ | 10 | 20½ |
| 5  | Armenien            | 2  | 1½ | 1½ | 2½ | ●  | 3½ | 1  | 2  | 3  | 3  | 10 | 20  |
| 6  | Niederlande         | ½  | 1½ | 2½ | 2  | ½  | ●  | 2½ | 1  | 3½ | 3  | 09 | 17  |
| 7  | Deutschland         | ½  | 1½ | 1  | 1  | 3  | 1½ | ●  | 3  | 3  | 2½ | 08 | 17  |
| 8  | Aserbaidschan       | 1½ | 1  | 1½ | 1½ | 2  | 3  | 1  | ●  | 2½ | 4  | 07 | 18  |
| 9  | Türkei              | 1  | 1  | 1½ | 2  | 1  | ½  | 1  | 1½ | ●  | 2½ | 03 | 12  |
| 10 | Ägypten             | 1½ | 1  | 1½ | ½  | 1  | 1  | 1½ | 0  | 1½ | ●  | 0  | 09½ |

### Siegermannschaft
Für Russland spielten  Wladimir Kramnik, Sergej Karjakin, Alexander Grischtschuk, Jan Nepomnjaschtschi und Nikita Witjugow.

### Besonderheiten
- Herausragender Einzelspieler des Turniers war Lewon Aronjan mit 6 Punkten aus 8 Partien.
- Weltmeister Russland legte einen klassischen Fehlstart hin. Auf ein 2:2 gegen Titelverteidiger Armenien folgte eine 1:3-Niederlage gegen die USA.
- Lange dominierte die ukrainische Mannschaft das Turnier. Schon nach der vierten Runde hatten die Ukrainer einen Vorsprung von drei Mannschaftspunkten. Nach fünf Siegen in Folge unterlagen sie überraschend gegen die Niederlande. Die Entscheidung über den WM-Titel fiel dann am vorletzten Tag. Durch den Sieg im direkten Duell übernahmen die Russen die Tabellenführung.
- Wassyl Iwantschuk und Wladimir Hakobjan bestritten ihre siebente Mannschafts-WM und stellten damit einen neuen Rekord auf.
- Aserbaidschan, direkt vor der Weltmeisterschaft Europameister geworden, trat ohne seine beiden stärksten Einzelspieler Rəcəbov und Məmmədyarov an.

### Deutsche Mannschaft
Für die deutsche Mannschaft spielten Igor Khenkin, Georg Meier, Daniel Fridman, Arkadij Naiditsch und David Baramidze. Die Mannschaft besiegte Weltmeister Armenien und Europameister Aserbaidschan.

## WM 2015
Die 10. Weltmeisterschaft fand vom 18. bis 28. April 2015 in Zaghkadsor in Armenien statt.

### Teilnehmer
- Armenien als Gastgeber
- China, Ungarn, Indien, Russland, Ukraine, Kuba und Israel als Spitzenmannschaften der Schacholympiade 2014
- Ägypten als Sieger der Afrikaspiele 2011
- USA als Sieger der Panamerikanischen Meisterschaft 2013

Aserbaidschan als Fünfter der Olympiade verzichtete auf die Teilnahme wegen des gespannten Verhältnisses zum Gastgeberland.

### Ergebnis
| Rg | Mannschaft          | 1  | 2  | 3  | 4  | 5  | 6  | 7  | 8  | 9  | 10 | MP | BP  |
| -- | ------------------- | -- | -- | -- | -- | -- | -- | -- | -- | -- | -- | -- | --- |
| 1  | Volksrepublik China | ●  | 2  | 3½ | 2  | 2½ | 2  | 2½ | 3  | 3  | 2½ | 15 | 23  |
| 2  | Ukraine             | 2  | ●  | 1½ | 2½ | 1½ | 2  | 2½ | 2½ | 2½ | 4  | 12 | 21  |
| 3  | Armenien            | ½  | 2½ | ●  | 2½ | 2½ | 2  | 1½ | 1½ | 2½ | 2½ | 11 | 18  |
| 4  | Russland            | 2  | 1½ | 1½ | ●  | 2  | 3½ | 2½ | 1½ | 2½ | 3½ | 10 | 20½ |
| 5  | USA                 | 1½ | 2½ | 1½ | 2  | ●  | 1½ | 2½ | 3  | 2  | 3  | 10 | 19½ |
| 6  | Ungarn              | 2  | 2  | 2  | ½  | 2½ | ●  | 2  | 2  | 1½ | 2½ | 09 | 17  |
| 7  | Israel              | 1½ | 1½ | 2½ | 1½ | 1½ | 2  | ●  | 2½ | 3½ | 2  | 08 | 18½ |
| 8  | Kuba                | 1  | 1½ | 2½ | 2½ | 1  | 2  | 1½ | ●  | 1½ | 3  | 07 | 16½ |
| 9  | Indien              | 1  | 1½ | 1½ | 1½ | 2  | 2½ | ½  | 2½ | ●  | 3  | 07 | 16  |
| 10 | Ägypten             | 1½ | 0  | 1½ | ½  | 1  | 1½ | 2  | 1  | 1  | ●  | 01 | 10  |

### Siegermannschaft
Für China spielten Ding Liren, Yu Yangyi, Bu Xiangzhi, Wei Yi und Wang Chen.

### Besonderheiten
Nicht alle Mannschaften konnten in Bestbesetzung antreten. So fehlten u. a. die Exweltmeister Viswanathan Anand und Wladimir Kramnik ebenso wie die beiden US-Spitzenspieler Hikaru Nakamura und Wesley So. Einige dieser Spieler waren zeitgleich bei der zweiten Austragung des Turnieres Shamkir Chess im benachbarten Aserbaidschan am Start.
Zunächst dominierten überraschend die Kubaner mit 7:1 Punkten aus den ersten vier Runden. Danach gelang ihnen allerdings kein Punktgewinn mehr. Die beiden letzten Weltmeister Armenien und Russland waren zu diesem Zeitpunkt mit je 2:6 Punkten bereits aus dem Titelrennen. Nachdem Kuba das Tempo nicht halten konnte, setzten sich Olympiade-Sieger China und die Ukraine punktgleich vom Feld ab. Nach einem 2:2 untereinander hatten sie zwei Runden vor Schluss bereits vier Punkte Vorsprung auf den Tabellendritten.
Die Entscheidung fiel, als die Ukrainer in der vorletzten Runde gegen die USA unterlagen.
Bester Einzelspieler war der Chinese Wei Yi, der aus 9 Partien 7 Punkte holte. Lewon Aronjan kam auf 6 Zähler.

## WM 2017
Die 11. Weltmeisterschaft fand im Juni 2017 in Chanty-Mansijsk statt.

### Teilnehmer
- Russland als Gastgeber
- die USA, Ukraine, Indien, Norwegen, die Türkei und Polen als bestplatzierte Mannschaften der Schacholympiade 2016
- Ägypten als Vertreter Afrikas
- China als Sieger des Asiatischen Nationenpokals 2016
- Weißrussland auf Einladung

### Ergebnis
| Rg | Mannschaft          | 1  | 2  | 3  | 4  | 5  | 6  | 7  | 8  | 9  | 10 | MP | BP  |
| -- | ------------------- | -- | -- | -- | -- | -- | -- | -- | -- | -- | -- | -- | --- |
| 1  | Volksrepublik China | ●  | 2½ | 2½ | 2½ | 2  | 2½ | 3½ | 2  | 3½ | 3½ | 16 | 24½ |
| 2  | Russland            | 1½ | ●  | 3  | 2½ | 2  | 2½ | 3  | 4  | 3  | 3½ | 15 | 25  |
| 3  | Polen               | 1½ | 1  | ●  | 2½ | 1½ | 3  | 3  | 2½ | 2½ | 3  | 12 | 20½ |
| 4  | Indien              | 1½ | 1½ | 1½ | ●  | 2  | 2½ | 2½ | 3½ | 3  | 2½ | 11 | 20½ |
| 5  | Türkei              | 2  | 2  | 2½ | 2  | ●  | 2  | 1½ | 1  | 2½ | 3  | 10 | 18½ |
| 6  | Ukraine             | 1½ | 1½ | 1  | 1½ | 2  | ●  | 2  | 2½ | 3  | 2½ | 08 | 17½ |
| 7  | Belarus             | ½  | 1  | 1  | 1½ | 2½ | 2  | ●  | 2  | 3½ | 3½ | 08 | 17½ |
| 8  | USA                 | 2  | 0  | 1½ | ½  | 3  | 1½ | 2  | ●  | 2½ | 3  | 08 | 16  |
| 9  | Norwegen            | ½  | 1  | 1½ | 1  | 1½ | 1  | ½  | 1½ | ●  | 2½ | 02 | 11  |
| 10 | Ägypten             | ½  | ½  | 1  | 1½ | 1  | 1½ | ½  | 1  | 1½ | ●  | 0  | 09  |

### Siegermannschaft
Für die Mannschaft Chinas spielten Ding Liren, Yu Yangyi, Wei Yi, Li Chao und Wen Yang.

### Besonderheiten
- Erneut boten einige Mannschaften nicht ihre besten Spieler auf. So fehlten u. a. Weltmeister Magnus Carlsen aus Norwegen und sein letzter Herausforderer Sergei Karjakin. Gastgeber Russland verzichtete außerdem auf Exweltmeister Wladimir Kramnik. Beim Team der USA fehlten aus der Siegermannschaft der Schach-Olympiade die drei Top-Spieler Wesley So, Hikaru Nakamura und Fabiano Caruana. Hingegen traten u. a. die Ukraine und China in Bestbesetzung an.
- Zwei Spieler erreichten eine Elo-Performance über 2800 Punkten: Der Russe Ian Nepomnjaschtschi kam auf 2820 Punkte, der Chinese Li Chao erreichte 2809 Punkte.
- China blieb als einzige Mannschaft ungeschlagen. Gegen die Türkei und die USA gab man jeweils ein 2:2-Unentschieden ab.

## WM 2019
Die 12. Weltmeisterschaft fand im März 2019 in Astana statt.

### Teilnehmer
- China als Titelverteidiger
- Aserbaidschan als Europameister 2017
- Iran als Sieger des Asiatischen Nationenpokals 2018
- die USA als amerikanische Mannschaft mit dem höchsten durchschnittlichen Rating
- Ägypten als afrikanische Mannschaft mit dem höchsten durchschnittlichen Rating
- Kasachstan als Gastgeber
- Russland und England als bestplatzierte und nicht anderweitig qualifizierte Mannschaften der Schacholympiade 2018
- Indien auf Einladung des FIDE-Präsidenten
- Schweden

Ursprünglich war Polen aufgrund der Olympiade-Platzierung qualifiziert. Nach dem Verzicht der Polen rückte Schweden ins Starterfeld auf, während die davor platzierten Mannschaften (Vietnam, Armenien, Frankreich und die Ukraine) ebenfalls verzichtet hatten.

### Ergebnis
| Rg | Mannschaft          | 1  | 2  | 3  | 4  | 5  | 6  | 7  | 8  | 9  | 10 | MP | BP  |
| -- | ------------------- | -- | -- | -- | -- | -- | -- | -- | -- | -- | -- | -- | --- |
| 1  | Russland            | ●  | 2  | 2½ | 2½ | 2½ | 2½ | 2  | 3  | 3½ | 3  | 16 | 23½ |
| 2  | England             | 2  | ●  | 1  | 2  | 2  | 3  | 2½ | 2½ | 3½ | 2½ | 13 | 21  |
| 3  | Volksrepublik China | 1½ | 3  | ●  | 2  | 1½ | 2½ | 3½ | 2½ | 2½ | 2  | 12 | 21  |
| 4  | Indien              | 1½ | 2  | 2  | ●  | 2  | 2  | 2  | 3½ | 3½ | 3½ | 11 | 22  |
| 5  | USA                 | 1½ | 2  | 2½ | 2  | ●  | 3  | 1  | 2  | 3½ | 3  | 11 | 20½ |
| 6  | Iran                | 1½ | 1  | 1½ | 2  | 1  | ●  | 2  | 2½ | 3½ | 3  | 08 | 18  |
| 7  | Aserbaidschan       | 2  | 1½ | ½  | 2  | 3  | 2  | ●  | 2  | 1  | 2½ | 08 | 16½ |
| 8  | Kasachstan          | 1  | 1½ | 1½ | ½  | 2  | 1½ | 2  | ●  | 3  | 1½ | 04 | 14½ |
| 9  | Schweden            | ½  | ½  | 1½ | ½  | ½  | ½  | 3  | 1  | ●  | 2½ | 04 | 10½ |
| 10 | Ägypten             | 1  | 1½ | 2  | ½  | 1  | 1  | 1½ | 2½ | 1½ | ●  | 03 | 12½ |

### Siegermannschaft
In der russischen Mannschaft standen die Spieler Sergej Karjakin, Jan Nepomnjaschtschi, Alexander Grischtschuk, Dmitri Andreikin und Wladislaw Artemjew.

### Besonderheiten
- Mehrere Mannschaften verzichteten auf einige ihrer Spitzenspieler. Von den Favoriten entsandten nur Russland und China Teams, die einer kompletten A-Nationalmannschaft nahe kamen.
- Erfolgreichste Einzelspieler waren Surya Shekhar Ganguly und Alireza Firouzja. Beide erreichten je sieben Punkte aus neun Partien. Wladislaw Artemjew kam auf 6,5 Punkte aus acht Partien.

## WM 2022
Die Weltmeisterschaft im November 2022 in Jerusalem wurde in einem veränderten Format und mit verkürzter Bedenkzeit ausgetragen. Die Bedenkzeit betrug 45 Minuten pro Spieler und Partie plus 10 Sekunden pro Zug. Zwölf Mannschaften traten zunächst in zwei Gruppen an, wonach die besten acht Teams im K.-o.-System die Platzierungen ermittelten.

### Ergebnisse

#### Vorrunde
Gruppe A
| Rg | Mannschaft          | 1 | 2  | 3  | 4  | 5  | 6  | MP | BP  |
| -- | ------------------- | - | -- | -- | -- | -- | -- | -- | --- |
| 1  | Volksrepublik China | ● | 2  | 3  | 3  | 3½ | 3½ | 9  | 15  |
| 2  | Frankreich          | 2 | ●  | 2  | 1½ | 2½ | 3½ | 6  | 11½ |
| 3  | Spanien             | 1 | 2  | ●  | 2  | 2½ | 4  | 6  | 11½ |
| 4  | Ukraine             | 1 | 2½ | 2  | ●  | 2  | 3½ | 6  | 11  |
| 5  | Niederlande         | ½ | 1½ | 1½ | 2  | ●  | 4  | 3  | 09½ |
| 6  | Südafrika           | ½ | ½  | 0  | ½  | 0  | ●  | 0  | 01½ |

Gruppe B
| Rg | Mannschaft    | 1  | 2  | 3  | 4  | 5  | 6  | MP | BP  |
| -- | ------------- | -- | -- | -- | -- | -- | -- | -- | --- |
| 1  | Usbekistan    | ●  | 1½ | 3½ | 2  | 2½ | 2½ | 7  | 12  |
| 2  | Aserbaidschan | 2½ | ●  | 1½ | 2  | 2½ | 3  | 7  | 11½ |
| 3  | Indien        | ½  | 2½ | ●  | 2  | 2  | 3  | 6  | 10  |
| 4  | Polen         | 2  | 2  | 2  | ●  | 2  | 1½ | 4  | 09½ |
| 5  | Israel        | 1½ | 1½ | 2  | 2  | ●  | 2½ | 4  | 09½ |
| 6  | USA           | 1½ | 1  | 1  | 2½ | 1½ | ●  | 2  | 07½ |

#### K.-o.-Phase
Die Mannschaften standen sich jeweils in zwei Duellen bei der regulären Bedenkzeit des Turniers gegenüber. Gewertet wurde zunächst nur nach Mannschaftspunkten, unabhängig von der Höhe eines Sieges. Bei einem unentschiedenen Ausgang wurden Blitz-Matches (3 Minuten + 2 Sekunden pro Zug) bis zur Entscheidung angesetzt.
Viertelfinale
|                     | 1  | 2 |
| ------------------- | -- | - |
| Volksrepublik China | 2½ | 2 |
| Polen               | 1½ | 2 |

|               | 1 | 2  |
| ------------- | - | -- |
| Spanien       | 2 | 2½ |
| Aserbaidschan | 2 | 1½ |

|            | 1 | 2  |
| ---------- | - | -- |
| Usbekistan | 3 | 2½ |
| Ukraine    | 1 | 1½ |

|            | 1 | 2 | 3  |
| ---------- | - | - | -- |
| Indien     | 3 | 1 | 2½ |
| Frankreich | 1 | 3 | 1½ |

Halbfinale
|                     | 1 | 2 |
| ------------------- | - | - |
| Volksrepublik China | 2 | 3 |
| Spanien             | 2 | 1 |

|            | 1 | 2  |
| ---------- | - | -- |
| Usbekistan | 2 | 2½ |
| Indien     | 2 | 1½ |

Spiel um Platz 3
|         | 1 | 2 | 3 |
| ------- | - | - | - |
| Spanien | 2 | 2 | 3 |
| Indien  | 2 | 2 | 1 |

Finale
|                     | 1  | 2  |
| ------------------- | -- | -- |
| Volksrepublik China | 2½ | 2½ |
| Usbekistan          | 1½ | 1½ |

China besiegte im Finale den Sieger der wenige Monate zuvor ausgetragenen Schacholympiade, an der die Chinesen nicht teilgenommen hatten.

### Siegermannschaft
Die chinesische Mannschaft bestand aus den Großmeistern Lu Shanglei, Xu Xiangyu, Wen Yang, Bai Jinshi und Li Di. Bai Jinshi blieb mit 8½ Punkten aus elf Partien ungeschlagen, Li Di erreichte aus ebenfalls elf Runden acht Punkte.

### Beste Einzelspieler
Die Brettpreise gingen an Maxime Vachier-Lagrave (Frankreich), Javohir Sindarov (Usbekistan), Laurent Fressinet (Frankreich) sowie die beiden Chinesen Bai Jinshi und Li Di.